# AmeriCorps

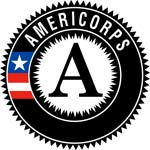
Logo d’AmeriCorps

AmeriCorps est un programme fédéral américain mis en vigueur par la National and Community Service Trust Act of 1993 et autorisé par le président d'alors Bill Clinton. Sous la présidence de George W. Bush, le budget du programme a été augmenté de 50 %. Ce programme poursuit plusieurs buts, dont faciliter l'éducation publique et nettoyer les rebuts environnementaux
AmeriCorps est un département de la Corporation for National and Community Service, qui supervise également le Senior Corps et le Learn and Serve America. Ensemble, ces trois programmes comprennent plus de deux millions de membres qui rendent service à chaque année. AmeriCorps comprend trois divisions : AmeriCorps State and National, AmeriCorps VISTA (Volunteers in Service to America) et National Civilian Community Corps (NCCC). Au début du XXIe siècle, plus de 85 000 personnes se joignent à AmeriCorps à chaque année.
Différentes recherches ont montré que les activités d'AmeriCorps influent sur l'éducation et les services publics américains.